# 긴날개중베짱이
긴날개중베짱이는 메뚜기목 여치과의 곤충이다. 몸길이는 2.9-3.5cm이다. 중베짱이와 비슷하지만 날개가 더 길다. 주로 저지대의 물가나 계곡 주변 풀밭과 나무 위에 산다. 성충은 육식성이 강하다. 한반도 중부와 남부에 나는 한국고유종이다.
몸길이 2.8~3.4cm이고 1933년에 모리 박사가 신의주산의 것이 앞날개가 대단히 길고 폭이 좁고 다리도 길다하여 신종으로 발표한 것이다. 

## 근연종
- 중베짱이